# Мутискуа
Мутискуа (исп. Mutiscua) — небольшой город и муниципалитет в северо-восточной части Колумбии, на территории департамента Северный Сантандер. Входит в состав Юго-Западного субрегиона.

## История
Поселение, из которого позднее вырос город, было основано 24 ноября 1841 года доном Патрисио Вильямисаром.

## Географическое положение

Муниципалитет Мутискуа

Город расположен в юго-западной части департамента, в горной местности Восточной Кордильеры, на расстоянии приблизительно 67 километров к юго-западу от города Кукута, административного центра департамента. Абсолютная высота — 2609 метров над уровнем моря.
Муниципалитет Мутискуа граничит на севере и северо-востоке с территорией муниципалитета Памплона, на востоке — с муниципалитетом Какота, на юге — с муниципалитетом Санто-Доминго-де-Силос, на северо-западе — с муниципалитетом Кукутилья, на западе — с территорией департамента Сантандер. Площадь муниципалитета составляет 159 км².

## Население
По данным Национального административного департамента статистики Колумбии, совокупная численность населения города и муниципалитета в 2015 году составляла 3759 человек.
Динамика численности населения муниципалитета по годам:
| 2005 | 2006 | 2007 | 2008 | 2009 | 2010 | 2011 | 2012 | 2013 | 2014 | 2015 |
| ---- | ---- | ---- | ---- | ---- | ---- | ---- | ---- | ---- | ---- | ---- |
| 3907 | 3895 | 3875 | 3867 | 3843 | 3834 | 3821 | 3800 | 3796 | 3769 | 3759 |

Согласно данным переписи 2005 года мужчины составляли 52,5 % от населения Мутискуа, женщины — соответственно 47,5 %. В расовом отношении белые и метисы составляли 99,6 % от населения города; индейцы — 0,2 %; негры, мулаты и райсальцы — 0,2 %.
Уровень грамотности среди всего населения составлял 91,4 %.

## Экономика
67,2 % от общего числа городских и муниципальных предприятий составляют предприятия торговой сферы, 24,9 % — предприятия сферы обслуживания, 4 % — промышленные предприятия, 3,9 % — предприятия иных отраслей экономики.